# Kraskovo (Słowacja)
Kraskovo – wieś (obec) na Słowacji położona w kraju bańskobystrzyckim, w powiecie Rymawska Sobota. Pierwsze wzmianki o miejscowości pochodzą z roku 1334. 

## Ludność
Według danych z dnia 31 grudnia 2012, wieś zamieszkiwało 149 osób, w tym 72 kobiety i 77 mężczyzn.
W 2001 roku rozkład populacji względem narodowości i przynależności etnicznej wyglądał następująco:
- Słowacy – 93,59%
- Czesi – 3,21%
- Romowie – 0,64%
- Węgrzy – 0,64%

Ze względu na wyznawaną religię struktura mieszkańców kształtowała się w 2001 roku następująco:
- Katolicy rzymscy – 36,54%
- Ewangelicy – 25%
- Ateiści – 15,38%
- Nie podano – 21,79%

## Zabytki
We wsi znajduje się gotycki kościół z 1. poł. XIV w., postawiony w miejscu starszej świątyni z XIII w. Pierwotnie nosił wezwanie św. Władysława. W XV wieku kościół został otoczony murem i przebudowany. W 1555 r. ucierpiał od najazdów tureckich. Po reformacji został przejęty przez ewangelików. W latach 1814–1906 był stopniowo restaurowany. W 1985 całość wnętrza została całkowicie odnowiona. Obecnie kościół nadal służy społeczności ewangelickiej.
Wewnątrz zachowały się średniowieczne malowidła ścienne, m.in. tzw. legenda władysławowska. Ponadto w kościele znajdują się: 
- renesansowy ołtarz i bogato rzeźbiona drewniana kazalnica z 1668 r., dzieło jednego autora
- drewniany malowany chór z 1669 r.
- drewniany strop kasetonowy z 1758 r., z malowidłami ludowymi, wkomponowany do fragmentów starszego stropu renesansowego pochodzącego z 1562 r.
- kamienna chrzcielnica z elementami romańskimi z końca XIII wieku
- organy klasycystyczne z 1818 r.

Obok kościoła stoi drewniana dzwonnica renesansowa o konstrukcji belkowej z 1657 r.

## Galeria

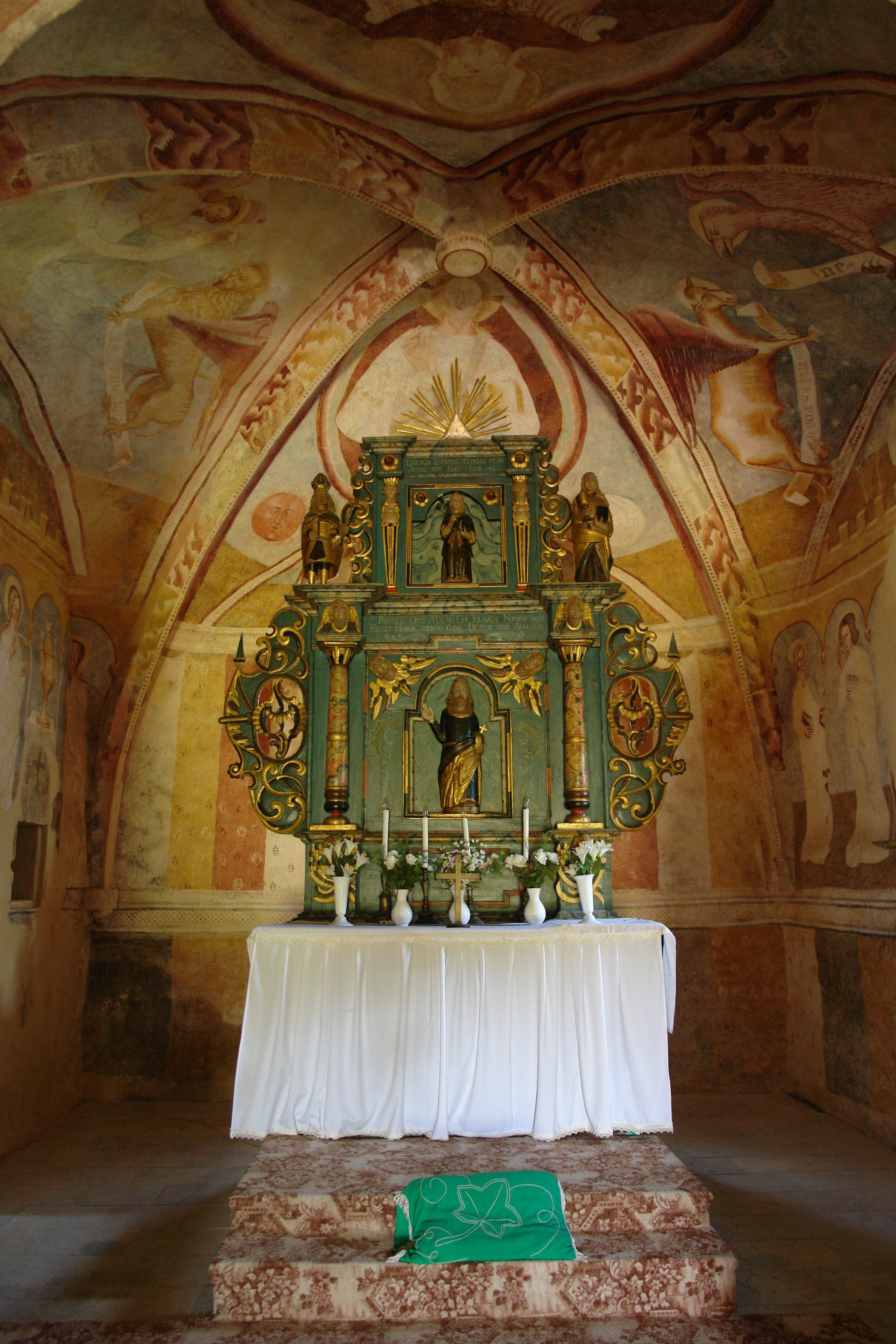
Ołtarz
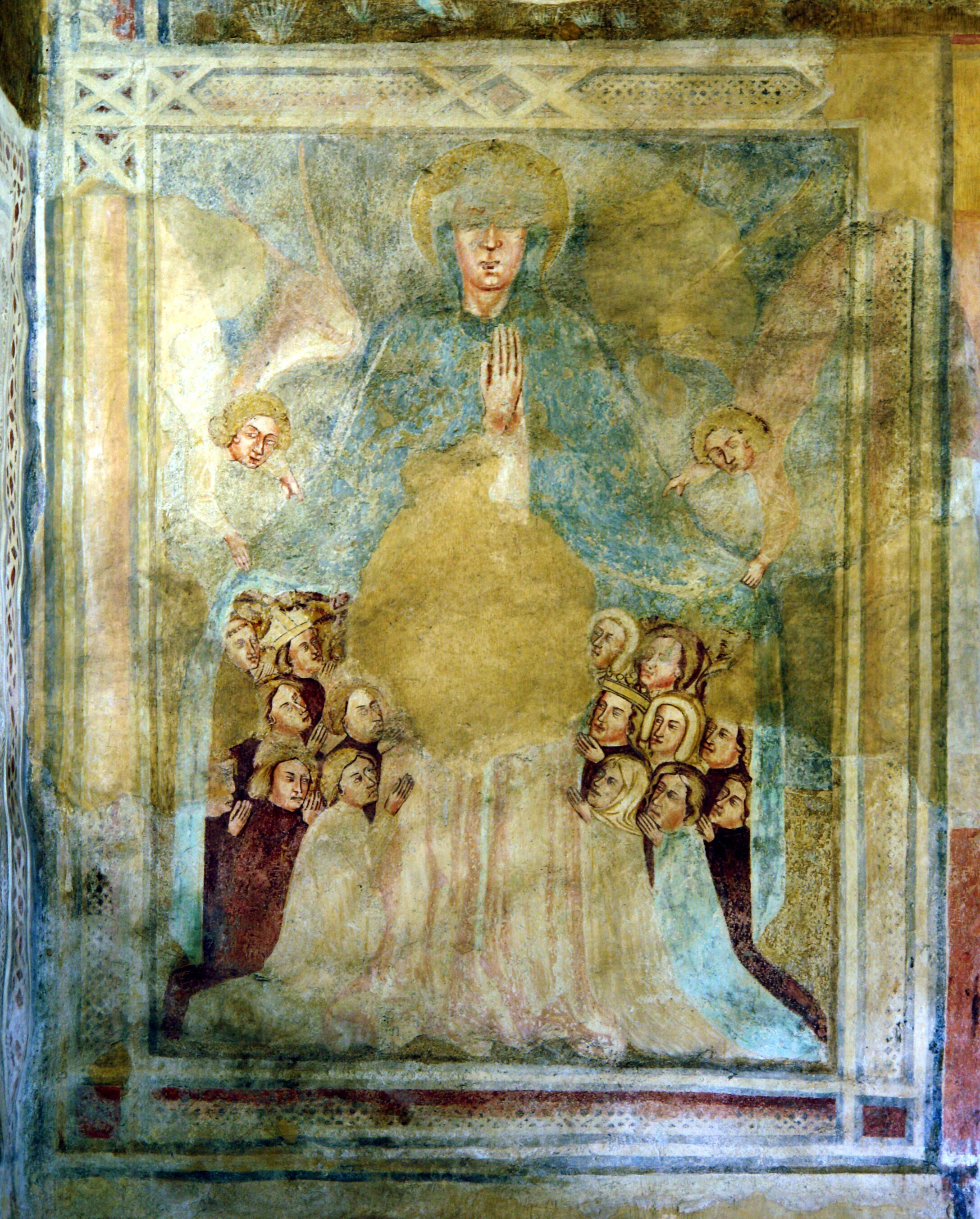
Malowidła ścienne
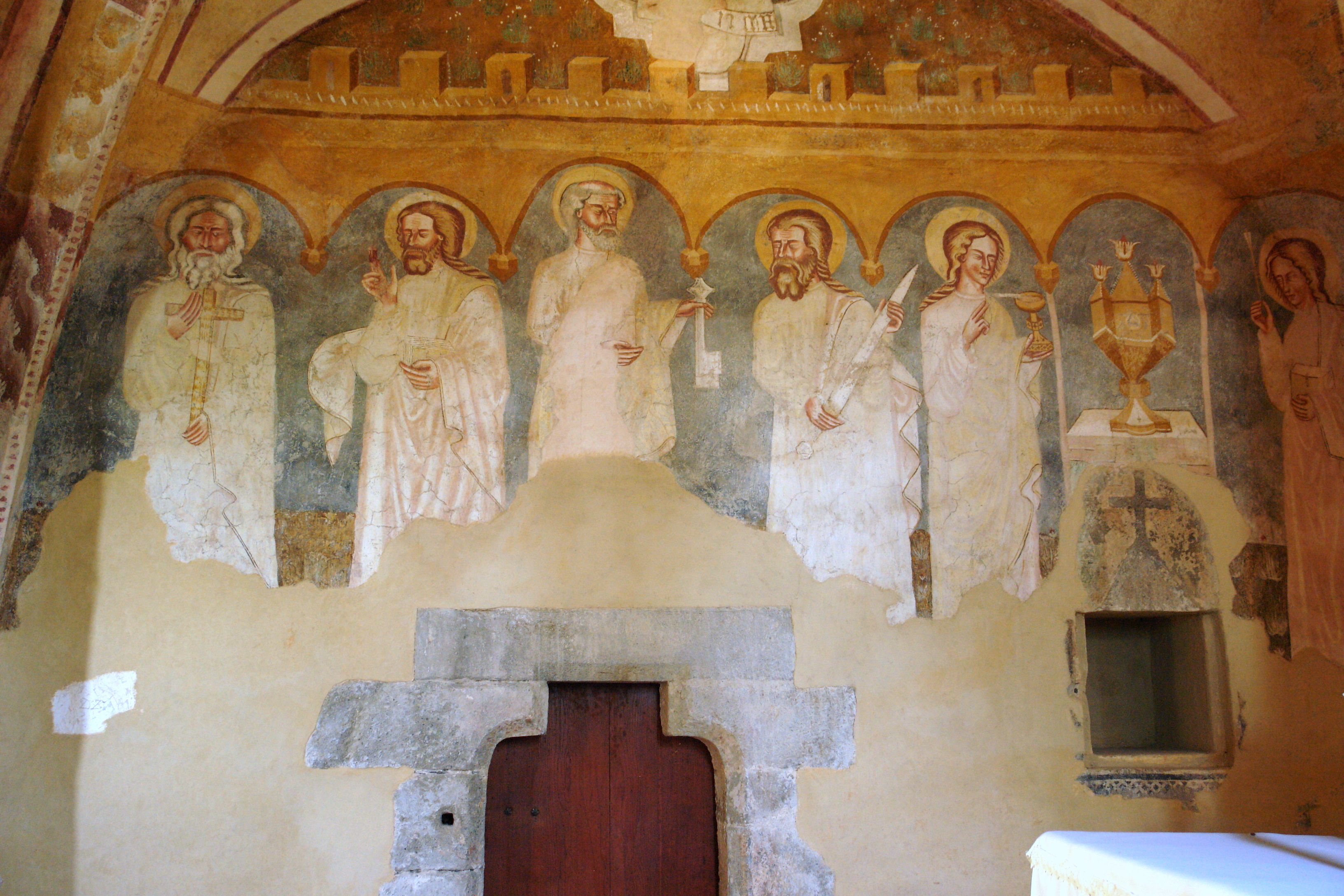
Malowidła ścienne
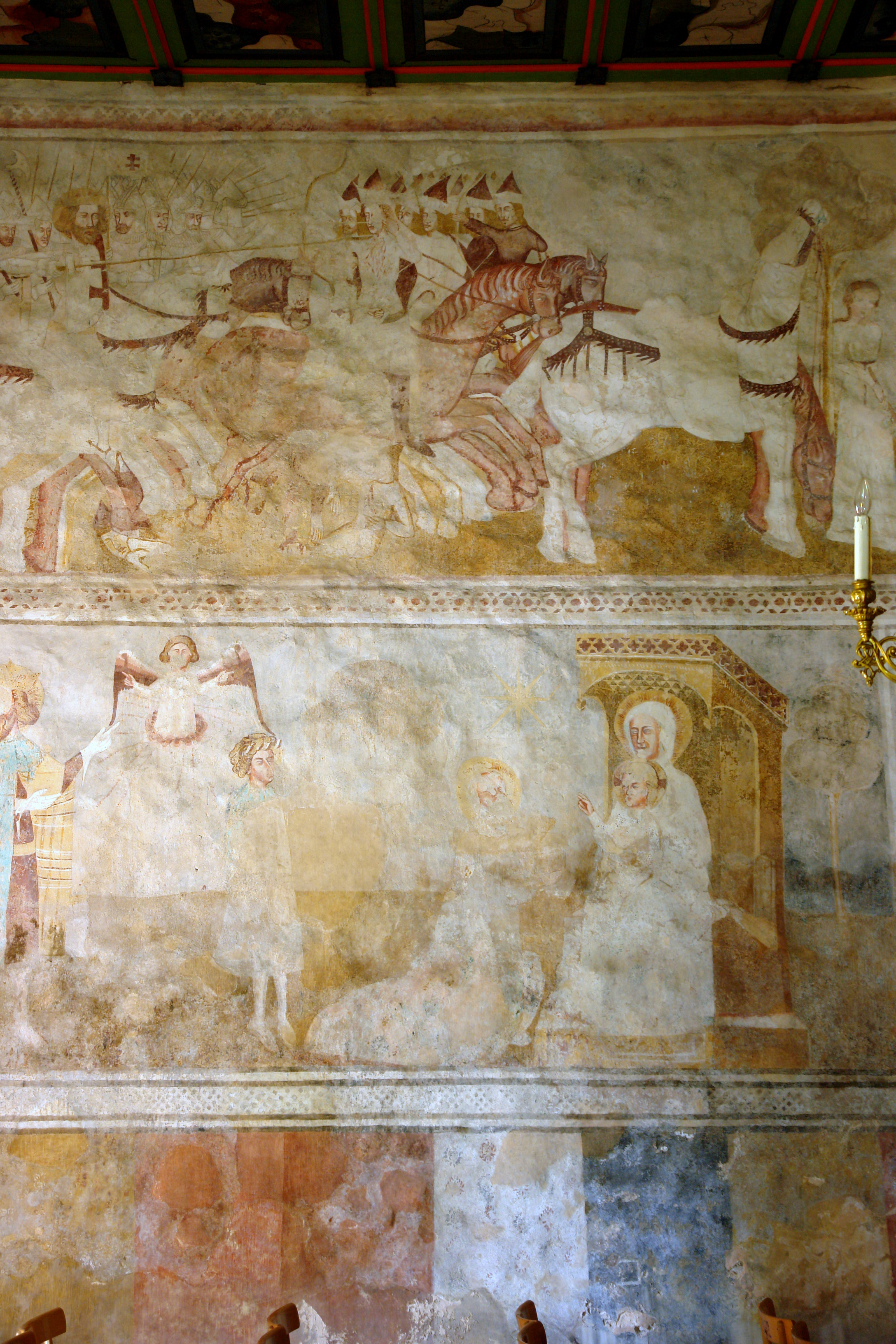
Malowidła ścienne
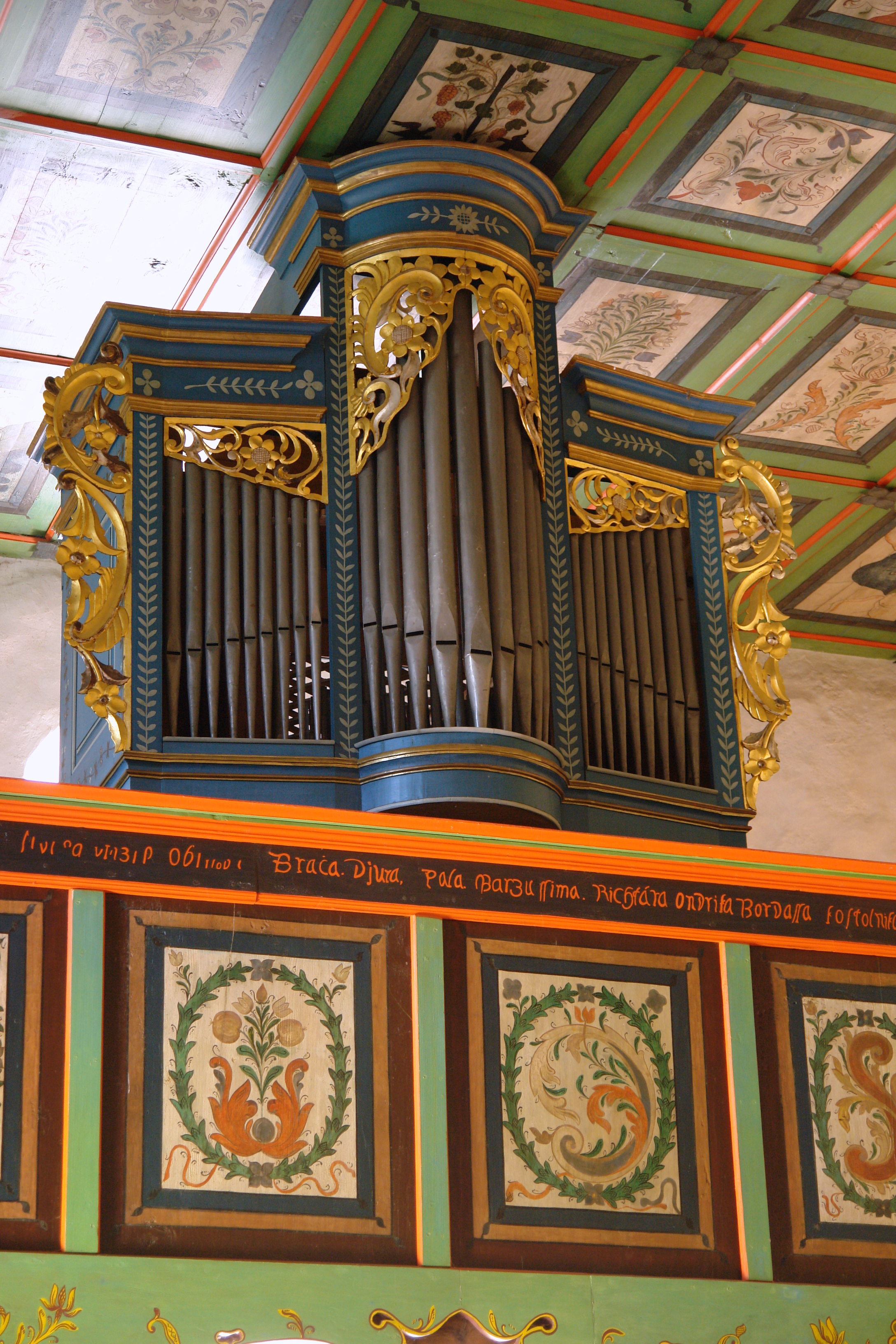
Organy
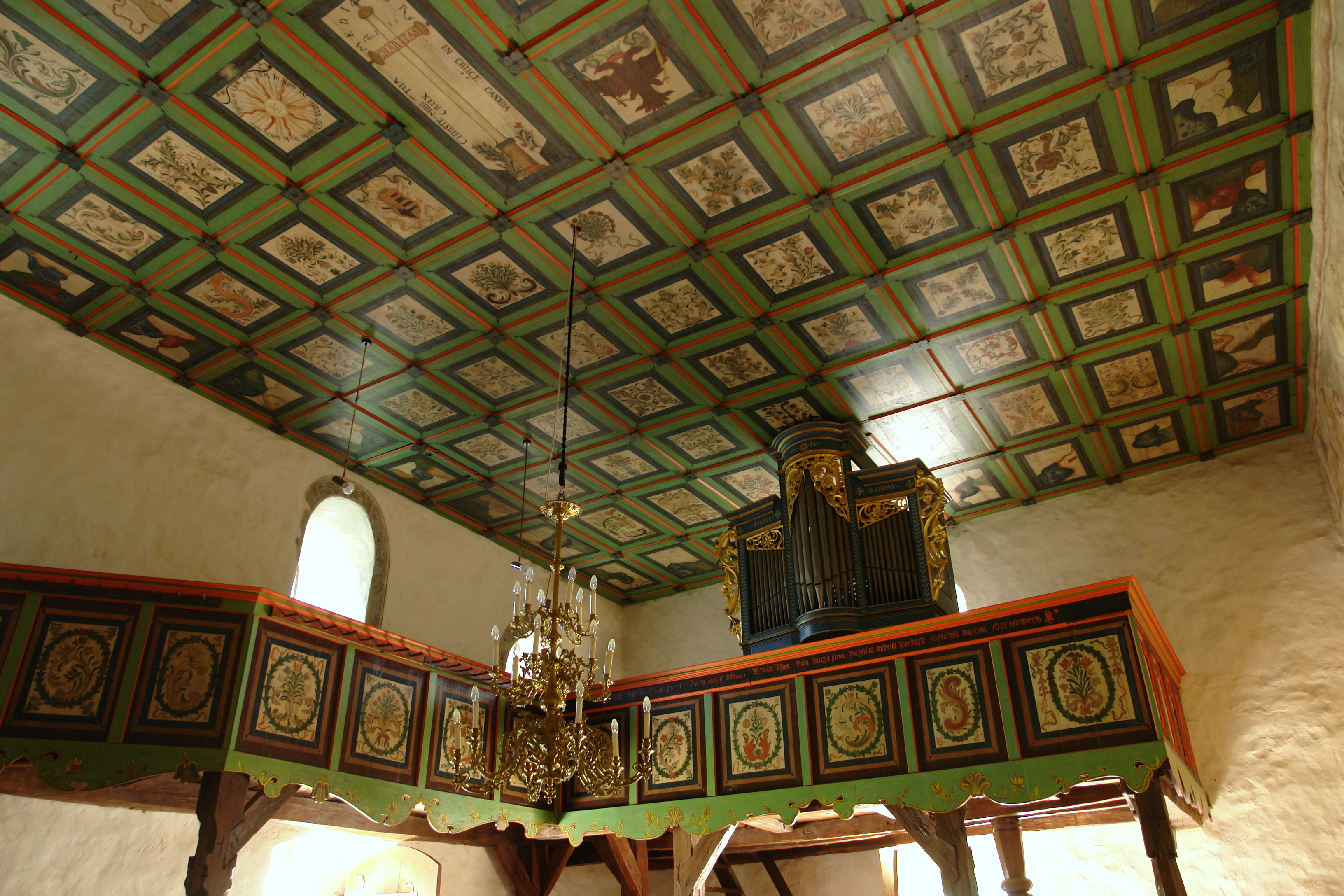
Malowany strop kasetonowy i chór
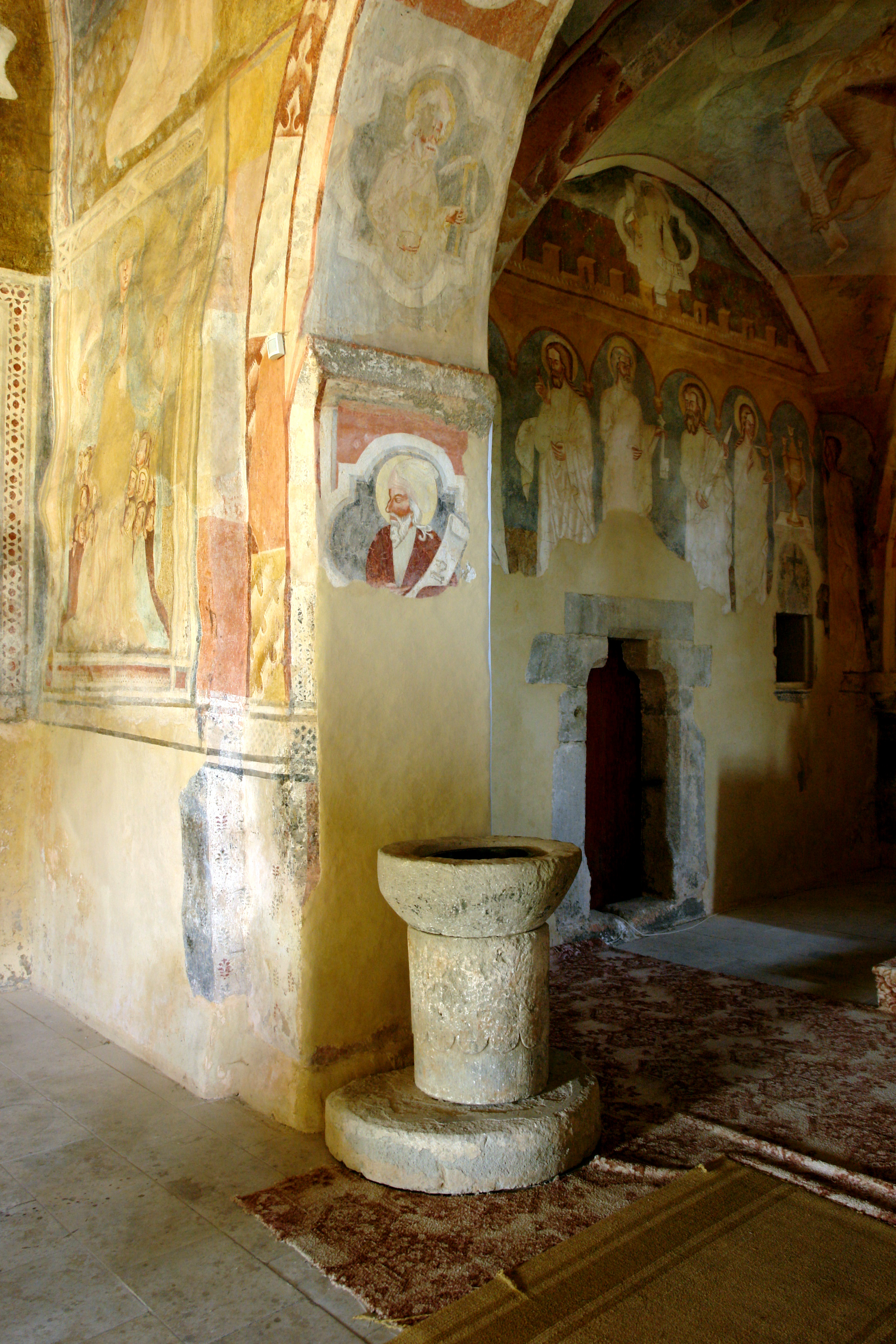
Kamienna chrzcielnica